# Меттінген (Баварія)
Меттінген (нім. Möttingen) — громада в Німеччині, знаходиться в землі Баварія. Підпорядковується адміністративному округу Швабія. Входить до складу району Донау-Ріс.
Площа — 31,83 км2. Населення становить 2630 ос. (станом на 31 грудня 2020).